# Louis-Jacques Beauvais
Pour les articles homonymes, voir Beauvais (homonymie).
Cet article possède un paronyme, voir Jacques Beauvais.
Louis-Jacques Beauvais, né en 1759 à la Croix-des-Bouquets Saint-Domingue et mort le 12 septembre 1799 dans un naufrage, est un général français de la Révolution française.

## Biographie
Fils d'un père blanc et d'une mère mûlatresse, il est élevé en France au collège de La Flèche, puis effectue la majeure partie de sa carrière dans les colonies, et en particulier dans son île natale.
Volontaire sous le comte d'Estaing lors de la guerre d’Amérique, où il sert dans les Chasseurs volontaires de Saint-Domingue lors du Siège de Savannah, il est nommé Général de brigade le 23 juillet 1795 et commande le département de l'ouest de Saint-Domingue en mars 1796 lors de la révolution de son pays mais ne veut pas prendre, en 1799, part à la guerre civile qui a lieu entre Toussaint Louverture et Rigaud.
Il meurt dans le naufrage du navire qui le ramène en France le 12 septembre 1799.

## Sources
Georges Six, Dictionnaire biographique des généraux & amiraux français de la Révolution et de l'Empire (1792-1814), p. 70